# Turrilites
Turrilites is een geslacht van uitgestorven cephalopode Mollusca uit de onderklasse Ammonoidea, dat leefde tijdens het Boven-Krijt (100-80 miljoen jaar geleden). De overblijfselen zijn gevonden in een groot deel van de wereld, met name in Europa, Azië en Noord-Afrika.

## Kenmerken
Deze koppotige kenmerkt zich door de hooggewonden schelp met duidelijke, transversale ribben of knobbels, waarbij de windingen nauwelijks met elkaar in aanraking komen. De schelp is vergelijkbaar met een slakkenhuis, met dien verstande dat hier septa en een ingewikkelde sutuurlijn aanwezig zijn. De lengte bedraagt ongeveer 12,5 centimeter.
Deze ammoniet had, net als verschillende andere Krijtammonieten, een afwijkende schelp. De laatste, in feite, werd ontwikkeld en met een spiraalvormig aspect, zeer vergelijkbaar met dat van sommige gastropoden (turriconische vorm). De verschillende bochten, in contact met elkaar, waren regelmatig en ovaal in doorsnede en de grillige hechtingen laten in ieder geval toe om de fossielen van Turrilites te identificeren als een ammoniet. De zijkanten van de schaal, in tegenstelling tot vergelijkbare vormen zoals Bostrychoceras, waren uitgerust met knobbels, waarvan de hoogste ongewoon langwerpig waren en van de anderen werden gescheiden door een spiraalvormige groef in het midden van de bocht. De laatste draai van de spoel was uitgerust met een stekelig ogende bovenste knobbeltje. De diameter van de laagste ronde kon acht centimeter overschrijden en het hele dier kon een hoogte van veertig centimeter bereiken.

## Fossielen
Het is zeldzaam dat fossielen van Turrilites compleet blijven: in de regel worden in feite fossiele fragmenten gevonden. Sommige exemplaren zijn echter spectaculaire kegels van enkele tientallen centimeters hoog. Een van de bekendste soorten was Turrilites om Turrilites costatus te herinneren.

## Leefwijze
De studie van de fysiologische posities van de koppotigen leidde ertoe dat Turrilites een naar beneden gerichte opening had, in tegenstelling tot de vormen van spiraalgewonden ammonieten. Waarschijnlijk leefde Turrilites in de waterkolom en bewoog op of neer, afhankelijk van de vulling van de verschillende kamers met water.

## Soorten
- Turrilites (Turrilites) acutus Passy 1832 †
- Turrilites costatus Lamarck 1801 †
- Turrilites multipunctatus Böse 1923 †
- Turrilites scheuchzerianus Bosc 1801 †